# 장발 (전한)
장발(張勃, ? ~ 기원전 47년)은 전한 후기의 제후로, 경조윤 두릉현(杜陵縣) 사람이다. 대사마 장안세의 손자이자 태복 장연수의 아들로, 증조부 장탕 이래로 고관을 배출한 명문가 출신이었다.

## 생애
감로 3년(기원전 51년), 장연수의 뒤를 이어 부평후(富平侯)에 봉해졌다.
초원 2년(기원전 47년), 원제는 조서를 내려 열후들로 하여금 수재를 천거하게 하였는데, 장발은 평소 친분이 있었던 진탕을 천거하였다. 그러나 진탕이 임용을 기다리던 중 죄를 지었고, 장발은 책임을 물어 식읍 2백 호를 깎였다. 얼마 후 죽었고, 시호로 유(繆)를 받았다. '유'는 '명성과 실상이 어긋났다'라는 뜻으로, 생전에 진탕을 천거하였기 때문에 이런 시호를 받은 것이었다. 그러나 진탕은 훗날 서역에서 공을 세웠고, 사람들은 장발에게 사람 보는 눈이 있었다고 칭송하였다.

## 출전
- 반고, 《한서》
  - 권18 외척은택후표
  - 권59 장탕전
  - 권70 부상정감진단전